# Den färglöse herr Tazaki
Den färglöse herr Tazaki är en roman av den japanske författaren Haruki Murakami som utgavs i original år 2013 och utkom i svensk översättning år 2014.
Den handlar om Tsukuru Tazaki som ingår i en grupp av fem vänner som bestämt sig för att vara nära vänner livet ut. Men när han en dag återvänder från universitetet är han inte längre välkommen i gruppen utan att få veta varför. Romanen anses på samma gång vara en förnyelse av Murakamis författarskap och en återgång till den lyriska realismen i genombrottsverket Norwegian Wood.

## Mottagande
Den färglöse herr Tazaki blev en stor succé och sålde över en miljon exemplar på en vecka när den utkom i Japan. När romanen utkom på svenska skrev Fabian Kastner i Svenska Dagbladet att Murakami framstod som en ovanligt krass romantiker som lyckats med att undvika alla klichéer. "Det är en roman som talar naket och vackert om ensamhet och vänskap, kärlek och sexualitet, livet och döden, tidens gång, förlorade möjligheter och aldrig uttryckta känslor."